# Õ
De õ is een letterteken dat in een klein aantal talen wordt gebruikt. De Õ is een O voorzien van een tilde.

## Portugees
In het Portugees staat de õ voor een nasale o-klank die zoals het Franse on of zoals -ont in pont wordt uitgesproken. In de meeste gevallen wordt de õ gevolgd door een e, waardoor de nasale klank gevolgd wordt door een i-klank. De meeste woorden die op -ão eindigen, krijgen een meervoud op -ões.
Voorbeelden:
- ele põe (hij zet)
- lições (lessen)
- aviões (vliegtuigen)

## Estisch
In het Estisch geeft õ een ontronde o-klank weer, dat wil zeggen een klank die wordt gevormd door de tong in de stand van de o te plaatsen, maar de lippen daarbij te spreiden. De klank komt in verschillende lengtes voor: de schrijftaal maakt onderscheid tussen õ en õõ. Ook is de klank onderdeel van tweeklanken: õi, õu, õo.
Voorbeelden:
- kõva (hard)
- rõõm (blijdschap)
- või (boter)
- nõu (raad)
- lõoke (leeuwerik)

In het Estische alfabet neemt de Õ de plaats tussen de W en de Ä in. Het woord kõva is dus te vinden ná kuus en vóór käsi.
De letter Õ werd in de Estische schrijftaal geïntroduceerd door de predikant Otto Wilhelm Masing (1763-1832).